# Benny Spellman
Benjamin J. „Benny“ Spellman (* 11. Dezember 1931 in Pensacola (Florida); † 3. Juni 2011 ebenda) war ein amerikanischer R&B-Sänger.

## Biografie
Spellman wurde vor allem mit seinem Hit Lipstick Traces (On a Cigarette) und der dazugehörigen B-Seite, der Originalversion des Songs Fortune Teller, der später von den Rolling Stones gecovert wurde, bekannt. Beide Lieder wurden von Allen Toussaint unter dem Pseudonym Naomi Neville geschrieben. Lipstick Traces erreichte Platz 28 der Billboard R&B-Charts und Platz 80 der Billboard Hot 100. Spellman arbeitete außerdem mit Huey „Piano“ Smith und war Begleitsänger bei Ernie K-Does Nummer-eins-Hit Mother-in-Law. 1965 nahm er die Single I Feel Good / Word Game für Atlantic Records auf; danach zog er sich weitgehend aus dem Musikgeschäft zurück und arbeitete in der Bierindustrie.
Benny Spellman war weiterhin als Talentförderer in Louisiana aktiv. Im August 1988 trat er bei einer Party für George H. W. Bush auf. Im selben Jahr erschien bei Collectables Records eine Retrospektive von 16 Spellman-Aufnahmen der 1960er Jahre. Er trat außerdem regelmäßig beim New Orleans Jazz & Heritage Festival auf. 2009 wurde er in die „Louisiana Music Hall of Fame“ aufgenommen und mit einem Gedenkstein auf dem „Tipitina’s Walk of Fame“ geehrt. Nach einem Schlaganfall zog er Mitte der 1990er Jahre nach Florida. Seine Tochter Judy Spellman ist eine Gospel- und Jazzsängerin.
Spellmann starb am 3. Juni 2011 in Pensacola an Atemstillstand.

## Diskografie

### Kompilationen
- 1988: Fortune Teller (Collectables)
- 2012: Fortune Teller: A Singles Collection 1960–67 (Shout Records; VÖ: 31. Juli)

### Singles
| Jahr | Titel Musiklabel                           | Höchstplatzierung, Gesamtwochen, AuszeichnungChartplatzierungen (Jahr, Titel, Musiklabel, Platzierungen, Wochen, Auszeichnungen, Anmerkungen) | Höchstplatzierung, Gesamtwochen, AuszeichnungChartplatzierungen (Jahr, Titel, Musiklabel, Platzierungen, Wochen, Auszeichnungen, Anmerkungen) | Anmerkungen                                                                  |
| Jahr | Titel Musiklabel                           | US | R&B | Anmerkungen                                                                  |
| ---- | ------------------------------------------ | --- | --- | ---------------------------------------------------------------------------- |
| 1962 | Lipstick Traces (On a Cigarette) Minit 644 | US80 (6 Wo.)US | R&B28 (1 Wo.)R&B | Erstveröffentlichung: März 1962 B-Seite: Fortune Teller Autor: Naomi Neville |

Weitere Singles
- 1960: Life Is Too Short (VÖ: Januar)
- 1960: Darling, No Matter Where (VÖ: Juli)
- 1961: That’s All I Ask of You (als Benny (Mother-in-Law) Spellman; VÖ: Juli)
- 1962: Every Now and Then (VÖ: August)
- 1962: Stickin’ Whicha’ Baby (VÖ: Dezember)
- 1963: Talk About Love (VÖ: April)
- 1964: Slow Down Baby (Don’t Drive Too Fast)
- 1964: Walk On Don’t Cry (VÖ: Juni)
- 1965: I Feel Good (VÖ: Mai)
- 1965: The Word Game (VÖ: Juni)
- 1965: No Don’t Stop
- 1965: Spirit of Loneliness
- 1966: It’s for You
- 1967: Sinner Girl (VÖ: März)
- 1968: Foolish Man
- 1982: Fortune Teller